# Kantmusseron s. str.
Kantmusseron s. str. (Tricholoma arvernense) är en svampart som beskrevs av Bon 1976. Kantmusseron s. str. ingår i släktet musseroner och familjen Tricholomataceae.  Arten är reproducerande i Sverige. Inga underarter finns listade i Catalogue of Life.